# Anna Hallberg (politiker)
Anna Kristina Elisabet Hallberg, född Eriksson den 19 november 1963 i Härlanda församling i Göteborg, är en svensk socialdemokratisk politiker. Mellan 10 september 2019 och 18 oktober 2022 var hon Sveriges utrikeshandelsminister och minister med ansvar för nordiska frågor.

## Biografi
Anna Hallberg, som är dotter till företagsledaren Bengt Eriksson och psykologen Elisabet Eriksson, växte upp i Trollhättan. Hon har studerat ekonomi och juridik vid Göteborgs universitet. Hon har tidigare varit vice verkställande direktör för Almi Företagspartner och arbetat för bland annat SEB.
Hon utsågs den 10 september 2019 till statsråd i Utrikesdepartementet (utrikeshandelsminister och minister med ansvar för nordiska frågor). Hon hade denna ministerpost i regeringarna Löfven II och III och i regeringen Andersson och avgick i samband med regeringsskiftet den 18 oktober 2022.
Anna Hallberg har tagit initiativ till gruppen som går under namnet "Stockholm6". Gruppen är en samling länder inom EU som är likasinnade med Sverige i frågor kring fri och rättvis handel.